# Riddick Stadium
Het Riddick Stadium is een voormalig voetbalstadion in de Amerikaanse stad Releigh, North Carolina. Het was tevens de huishaven van voetbalclub NC State Wolfpack van de North Carolina State University tot het stadion werd gesloten in 1965. Het stadion werd daarna vervangen door het Carter-Finley Stadium. In 2005 werd het stadion gesloopt.